# Tabanus sauteri
Tabanus sauteri är en tvåvingeart som beskrevs av Ricardo 1913. Tabanus sauteri ingår i släktet Tabanus och familjen bromsar. Inga underarter finns listade i Catalogue of Life.